# Thomas Huschke
Thomas Huschke, född den 29 december 1947 i Berlin, Tyskland, är en östtysk tävlingscyklist som tog OS-silver i lagförföljelsen vid olympiska sommarspelen 1972 i München och OS-brons i den individuella förföljelsen fyra år senare i Montréal.